# Apocephalus luteihalteratus
Apocephalus luteihalteratus är en tvåvingeart som beskrevs av Borgmeier 1923. Apocephalus luteihalteratus ingår i släktet Apocephalus och familjen puckelflugor. Inga underarter finns listade i Catalogue of Life.